# كرة القدم في سوريا
كرة القدم في سوريا لها تاريخ عريق، حيث دخلت لعبة كرة القدم إلى سوريا مع بداية القرن العشرين وذلك عام 1900م على يد طلاب كانوا يدرسون في الجامعة الأمريكية في بيروت، منهم نوري إبيش وشقيقه حسين، وهما أول من أدخل اللعبة إلى مدينة دمشق، حيث أسسا نادي الهلال، وجاء بعده نادي بردى. وكانت تقام مباريات دورية وذلك على ملعب المرج الأخضر على ضفة نهر بردى. قامت أول مباراة رسمية في العهد الفيصلي، ثم تطورت بعد ذلك أندية عديدة بدءًا من دمشق حتى حلب، حتى تشكل الاتحاد السوري لكرة القدم عام 1939.

## الاتحاد السوري لكرة القدم
- تأسس اتحاد كرة القدم السوري عام 1936م
- انضم الاتحاد السوري إلى الاتحاد الدولي (الفيفا) عام 1937م.
- انضم إلى الاتحاد الآسيوي لكرة القدم عام 1969م.
- المقر: دمشق / سوريا.
- عدد الأندية:121 نادياً رسمياً.
- عدد اللاعبين: 25000 لاعب.
- أفضل حارس مرمى دافع عن الشباك السورية من عام 1983م وحتى 1990م الحارس مالك شكوحي.
- المباراة الأهم في تاريخ الرياضة السورية: مباراة سوريا والعراق (المباراة النهائية المؤهلة لكأس العالم في المكسيك عام 1986م وفاز العراق آنذاك).
- المباراة المؤهلة لكأس العالم 2018 في أستراليا 10/10/2017 وفاز فيها المنتخب الأسترالي 2-1 بعد الشوطين الإضافيين.

## الكرة السورية والبطولات
بدأت المشاركات والمباريات بين الفرق السورية والعربية على المستوى الرسمي منذ الثلاثينات رغم وجود لقاءات بين فرق كرة قدم سورية مع بعض الفرق العربية والأجنبية التي حضرت إلى دمشق قبل ذلك ومنذ الأربعينات.

## بعض المشاركات السورية في البطولات العربية
- دورة الألعاب العربية في الإسكندرية 1953م، وحصول سوريا على الميدالية الفضية بعد خسارتها بالمباراة النهائية أمام مصر.
- دورة الألعاب العربية في بيروت 1957م، نالت سوريا الميدالية الذهبية بفوزها على تونس في المباراة النهائية 3_1.
- دورة الألعاب العربية في دمشق 1976م، فازت سوريا بالميدالية البرونزية.
- دورة الألعاب العربية في لبنان 1997م، فازت سوريا بالميدالية الفضية.

## نتائجكرة القدمالسورية فيكأس العرب
- لبنان 1963م: فوز سوريا بالميدالية الفضية.
- العراق 1966م: فوز سوريا بالميدالية الفضية.
- الأردن 1988م: فوز سوريا بالميدالية الفضية.
- سوريا 1992م: المركز الرابع.

## بطولة غرب آسيا
- الأردن 2000م: الميدالية الفضية.
- سوريا 2002م: المركز الرابع.
- إيران 2004م: الميدالية الفضية.
- الكويت 2012م: الميدالية الذهبية.

## دورة ألعاب غرب آسيا
- قطر 2005م: فوز سوريا بالميدالية الفضية.

## دورة ألعاب البحر الأبيض المتوسط
- اللاذقية 1987م: فوز سوريا على فرنسا وحصولها على الميدالية الذهبية.